# Stockholms ungdomskör
Stockholms ungdomskör bildades 1981 av Bo Aurehl, som då var verksam som musiklärare vid Stockholms musikklasser i Adolf Fredriks skola.
Kören bytte dirigent första gången 1987, och namn 1992. Den heter idag Riddarholmens kammarkör och leds av Stefan Boström.

## Diskografi
- Jul med Stockholms ungdomskör. LP, 1987
- En klassisk jul (samlingsskiva). CD, okänt år